# 솔로몬 항공의 운항 노선
솔로몬 항공은 다음과 같이 운항하고 있다.

## 운항 노선
- 솔로몬 제도
  - 말레이타섬 - 울루 하보울 공항
  - 아우키 - 아우키 과우나루우 공항
  - 아부아부 - 아부아부 공항
  - 발라래섬 - 발라래 공항
  - 벨로나섬 - 아누아 공항
  - 초이슬만 - 초이슬만 공항
  - 페라섬 - 페라 공항
  - 기조 - 누사투프 공항
  - 호니아라 - 호니아라 국제공항 허브
  - 카그하우 - 카그하우 공항
  - 키라키라 - 키라키라 공항
  - 마라우 - 마라우 공항
  - 므밤바나키라 - 므밤바나키라
  - 모노섬 - 모노 공항
  - 문다 - 문다 공항
  - 느그가토캐섬 - 가토캐 공항
  - 온통자바환초 - 온통자바 공항
  - 남말라이타섬 - 파라시 공항
  - 라마타섬 - 라마타 공항
  - 티고아 - 티고아 공항
  - 오와라하 - 산타아나 공항
  - 산타크루즈 제도 - 루오바 공항
  - 세헤 - 세헤 공항
  - 산타이사벨섬 - 수아바나오 공항
  - 울라와섬 - 울라와 공항
  - 얀디나 - 얀디나 공항
- 오스트레일리아
  - 브리즈번 - 브리즈번 공항
- 피지
  - 난디 - 난디 국제공항
- 바누아투
  - 포트빌라 - 포트빌라 바우어필드 국제공항

## 단항 노선
- 뉴질랜드
  - 오클랜드 - 오클랜드 공항
- 오스트레일리아
  - 시드니 - 시드니 공항